# تورگون
تورگون شخصیتی در رشته‌افسانه‌های جان رونالد روئل تالکین است. تورگون (زاده ۱۳۰۰ سال‌های درختان – درگذشته در ۵۱۰ سال‌های خورشید، سن در زمان مرگ: ۲۴۲۶ سال) پادشاه الفی نولدور، پسر دوم فین‌گولفین، برادر فینگون، آردهیل و آرگون و فرمانروای شهر مخفی گوندولین بود. با وجود این‌که وی با خروج نولدورها از آمان مخالف بود اما در نهایت با آنها در این مسیر همراه شده و به سرزمین میانه آمد. در نبرد نیرنائت آرنوئدیاد تورگون به همراه مردمانش حضور داشته و با وجود اینکه نتوانست مانع شکست شود اما نولدورها و متحدینش را از نابودی کامل رهاند. در نهایت تورگون در حمله مورگوت به گوندولین بر اثر تخریب برج بلندش بر روی سرش کشته شد و گوندولین نیز پس از این حمله به طور کامل نابود شد.